# Braterstwo (film 2009)
Braterstwo (duń. Broderskab) – duński dramat filmowy z 2009 roku w reżyserii Nicolo Donato, z Thure Lindhardtem oraz Davidem Dencikiem obsadzonymi w rolach gejowskich kochanków-członków ruchu neonazistowskiego. Zdjęcia kręcono na wyspie Fionia (Dania Południowa).

## Opis fabuły
Po powrocie z misji wojskowej Lars zostaje pominięty przy rozdzielaniu awansów. Ponadto, oskarżony o podrywanie podwładnych żołnierzy, odchodzi z wojska. Rozczarowany, przyłącza się do neonazistowskiego zgrupowania, mimo że jego członkowie praktykują przemoc wobec homoseksualistów oraz rasizm. Spotyka się z aprobatą i szacunkiem, przez co wnika w nowe środowisko bez reszty. Poznaje Jimmy'ego, skina, jednego z inicjatorów linczu na młodym geju (jednocześnie skrytego homoseksualistę). Lars i Jimmy zaczynają spędzać razem mnóstwo czasu; zaczyna łączyć ich wzajemna fascynacja, która przeradza się w niebezpieczny dla obu romans.

## Obsada
- Thure Lindhardt − Lars
- David Dencik − Jimmy
- Nicolas Bro − Tykke
- Morten Holst − Patrick
- Anders Heinrichsen − Lasse
- Signe Egholm Olsen − Karina
- Hanne Hedelund − Mor
- Claus Flygare − Ebbe
- Peter Plaugborg − Sergent
- Jon Lange − Bo
- Johannes Lassen − Kenneth
- Mads Rømer − Kim

## Dystrybucja
Premiera obrazu miała miejsce 21 października 2009 w trakcie International Rome Film Festival we Włoszech. Film prezentowany był podczas międzynarodowych festiwali filmowych głównie w Europie nim spotkał się z premierą kinową w Danii 8 kwietnia 2010. Półtora roku później, 9 września 2011, Braterstwo trafiło do kin w Polsce.

## Nagrody i wyróżnienia
- 2009, Tallinn Black Nights Film Festival:
  - nagroda Jury Prize w kategorii najlepszy aktor (nagrodzony: David Dencik)
- 2009, International Rome Film Festival:
  - nagroda dla najlepszego filmu (Nicolo Donato)
  - nagroda Golden Butterfly (Nicolo Donato)
- 2010, São Paulo International Film Festival:
  - nominacja do nagrody International Jury w kategorii najlepszy film (Nicolo Donato)
- 2011, Robert Festival:
  - nominacja do nagrody Roberta w kategorii najlepszy reżyser (Nicolo Donato)
  - nominacja do nagrody Roberta w kategorii najlepszy film (Nicolo Donato, Per Holst)
  - nominacja do nagrody Roberta w kategorii najlepszy aktor drugoplanowy (David Dencik)
  - nominacja do nagrody Roberta w kategorii najlepsza muzyka (Simon Brenting, Jesper Mechlenburg)
  - nominacja do nagrody Roberta w kategorii najlepsza piosenka (Nicolo Donato, Jesper Mechlenburg, Claus Hempler, Simon Brenting za piosenkę "Dust")
  - nominacja do nagrody Roberta w kategorii najlepsza charakteryzacja (Bjørg Serup)
- 2011, Bodil Awards:
  - nominacja do nagrody Bodil w kategorii najlepszy aktor (David Dencik)
  - nominacja do nagrody Bodil w kategorii najlepszy aktor drugoplanowy (Morten Holst)